# Scott DuBois
Scott DuBois (Chicago, 27 april 1978) is een Amerikaanse jazzgitarist, -componist en orkestleider.

## Biografie
Scott DuBois studeerde aan de Manhattan School of Music. Hij werkt sinds het midden van de jaren 2000 met zijn eigen formaties. Hij speelde met Jon Irabagon, Pascal Niggenkemper, Eivind Opsvik en met David Liebman, die bijdroeg aan zijn Soul Note-albums Monsoon (2005) en Tempest (2007). In 2008 werd het album Banshees (Sunnyside Records) gemaakt, dat DuBois opnam met Gebhard Ullmann, Thomas Morgan en Kresten Osgood. Met dit kwartet nam DuBois de vier albums Black Hawk Dance (2010, Sunnyside Records), Landscape Scripture (2012, Sunnyside Records), Winter Light (2015, ACT Music) en Autumn Wind (2017, ACT Music) op. Landscape Scripture werd door de National Public Radio verkozen tot een van de 10 beste jazzalbums van 2012. Winter Light werd door de New York City Jazz Record verkozen tot een van de beste albums van 2015. The New York Times certificeerde DuBois met "an equal commitment to knotty compositions and blank-canvas improvisation". DownBeat Magazine heeft DuBois 2019 uitgeroepen tot «Rising Star» in de gitaarcategorie.

## Prijzen en onderscheidingen
- ECHO Music Award 2018 voor het album Autumn Wind.
- Thelonious Monk International Jazz Guitar Competition 2005, halvefinalist.

## Discografie
- 2004: Moonsoon (Soul Note) met David Liebman, Jason Rigby, Loren Stillman, Mark Ferber, Thomas Morgan
- 2006: Tempest (Soul Note) met David Liebman, Jason Rigby, Loren Stillman, Mark Ferber, Thomas Morgan
- 2008: Banshees (Sunnyside), met Gebhard Ullmann, Thomas Morgan, Kresten Osgood
- 2010: Black Hawk Dance (Sunnyside), met Gebhard Ullmann, Thomas Morgan, Kresten Osgood
- 2012: Landscape Scripture (Sunnyside), met Gebhard Ullmann, Thomas Morgan, Kresten Osgood
- 2015: Winter Light (ACT), met Gebhard Ullmann, Thomas Morgan, Kresten Osgood
- 2017: Autumn Wind (ACT), met Gebhard Ullmann, Thomas Morgan, Kresten Osgood, Eva León, Conway Kuo, William Frampton, Sarah Rommel, Erin Lesser, BJ Karpen, Elisabeth Stimpert, Michael Harley

- Bibliothèque nationale de France: cb15907564q (data)
- Gemeinsame Normdatei: 1102573655
- International Standard Name Identifier: 0000 0000 0466 3507
- Library of Congress Control Number: no2018078911
- MusicBrainz: 45e6b63b-0a37-439b-9366-d64e6421a457
- Système universitaire de documentation: 251397343
- Virtual International Authority File: 12642455
- WorldCat: E39PBJdM9jKK7hXY6tQV7JM9Dq